# Островский район (Костромская область)
Остро́вский округ — административно-территориальная единица (округ) и муниципальное образование (муниципальный округ) на юге Костромской области России.
Административный центр — посёлок Островское.

## География
Площадь района — 2446 км². Основная река — Мера.

## История
Образован в 1929 году под названием Семёновский район в составе Кинешемского округа Ивановской Промышленной области. В 1944 году передан в Костромскую область. В 1948 году переименован в Островский район.
5 октября 1957 года к Островскому району была присоединена часть территории упразднённого Игодовского района.
Законом Костромской области от 30 декабря 2004 года район также был наделён статусом муниципального района как муниципальное образование, в составе которого были образованы 12 муниципальных образований нижнего уровня со статусом сельских поселений.
Законом Костромской области от 9 февраля 2007 года № 112-4-ЗКО Островский район как административно-территориальная единица области также сохраняет свой статус.

## Население
| 2002    | 2008    | 2009    | 2010    | 2011    | 2012    | 2013    | 2014    | 2015    |
| ------- | ------- | ------- | ------- | ------- | ------- | ------- | ------- | ------- |
| 14 758  | ↘13 497 | ↘12 405 | ↗12 787 | ↘12 733 | ↘12 324 | ↘11 991 | ↘11 788 | ↘11 650 |
| 2016    | 2017    | 2018    | 2019    | 2020    | 2021    |         |         |         |
| ↘11 490 | ↘11 412 | ↘11 218 | ↘11 127 | ↘10 908 | ↘9110   |         |         |         |

### Национальный состав
По итогам переписи населения 2020 года проживали следующие национальности (национальности менее 0,1 % и другое, см. в сноске к строке «Другие»):
| Национальность | Численность, чел. | Доля     |
| -------------- | ----------------- | -------- |
| Русские        | 8324              | 91,37 %  |
| Украинцы       | 25                | 0,27 %   |
| Армяне         | 10                | 0,11 %   |
| Другие         | 751               | 8,25 %   |
| Итого          | 9110              | 100,00 % |

## Административное деление
Островский район как административно-территориальная единица включает 4 поселения.
В Островский район как муниципальный район входят 4 муниципальных образования со статусом сельских поселений:
| № | Поселение                | Административный центр | Количество населённых пунктов | Население | Площадь, км2 |
| - | ------------------------ | ---------------------- | ----------------------------- | --------- | ------------ |
| 1 | Адищевское               | село Адищево           | 37                            | ↘975      | 504,5        |
| 2 | Клеванцовское            | деревня Клеванцово     | 18                            | ↘1295     | 602,7        |
| 3 | Островское               | деревня Гуляевка       | 66                            | ↘2622     | 1199,4       |
| 4 | Островское (центральное) | посёлок Островское     | 1                             | ↘4218     | 7,6          |

Законом Костромской области от 10 декабря 2009 года было упразднено Заборское сельское поселение, влитое в Александровское.
Законом Костромской области от 11 февраля 2010 года были упразднены сельские поселения: Ивашевское (влито в Адищевское); Хомутовское и Юрьевское (влиты в Островское); Ломкинское и Дымницкое сельские поселения (влиты в Клеванцовское).
Законом Костромской области от 16 июля 2018 года были упразднены Александровское и Игодовское сельские поселения, влитые в Островское сельское поселение с центром в деревне Гуляевка.

## Населённые пункты
В Островском районе 109 населённых пункта.
| №   | Населённый пункт | Тип                     | Население | Поселение                |
| --- | ---------------- | ----------------------- | --------- | ------------------------ |
| 1   | Адищево          | село                    | ↘814      | Адищевское               |
| 2   | Акулово          | деревня                 | ↘3        | Адищевское               |
| 3   | Александровское  | посёлок                 | ↗718      | Островское               |
| 4   | Ананьино         | деревня                 | ↗4        | Островское               |
| 5   | Антоново         | деревня                 | ↘14       | Адищевское               |
| 6   | Бабаново         | деревня                 | ↗30       | Островское               |
| 7   | Белконосово      | деревня                 | →0        | Островское               |
| 8   | Болотниково      | деревня                 | ↘3        | Адищевское               |
| 9   | Болтушки         | деревня                 | ↗26       | Клеванцовское            |
| 10  | Борок            | деревня                 | ↘36       | Островское               |
| 11  | Василёво         | деревня                 | ↘12       | Адищевское               |
| 12  | Воскресенское    | село                    | ↗272      | Клеванцовское            |
| 13  | Вотчинка         | деревня                 | ↗20       | Островское               |
| 14  | Вязовка          | деревня                 | ↘3        | Островское               |
| 15  | Гармониха        | деревня                 | →6        | Островское               |
| 16  | Горки            | деревня                 | ↗19       | Адищевское               |
| 17  | Горки            | деревня                 | ↗6        | Адищевское               |
| 18  | Горюшки          | деревня                 | ↘24       | Островское               |
| 19  | Григорцево       | деревня                 | ↗19       | Островское               |
| 20  | Гуляевка         | деревня                 | ↗700      | Островское               |
| 21  | Данильцево       | деревня                 | ↗17       | Островское               |
| 22  | Долгово          | деревня                 | ↗45       | Адищевское               |
| 23  | Дорофеево        | деревня                 | ↗2        | Адищевское               |
| 24  | Дубяны           | село                    | ↗151      | Островское               |
| 25  | Дунилово         | деревня                 | ↗9        | Клеванцовское            |
| 26  | Дымница          | деревня                 | ↗199      | Клеванцовское            |
| 27  | Дымница          | посёлок                 | ↗257      | Клеванцовское            |
| 28  | Ерыково          | деревня                 | ↘0        | Островское               |
| 29  | Жабревка         | деревня                 | ↘73       | Островское               |
| 30  | Заборье          | село                    | ↗264      | Островское               |
| 31  | Займище          | деревня                 | →0        | Островское               |
| 32  | Зверниха         | деревня                 | ↗1        | Островское               |
| 33  | Зоркино          | деревня                 | ↗6        | Адищевское               |
| 34  | Иванковица       | село                    | →0        | Островское               |
| 35  | Ивахово          | деревня                 | ↘4        | Островское               |
| 36  | Ивашево          | деревня                 | ↗250      | Адищевское               |
| 37  | Ивашево          | железнодорожная станция | ↗69       | Адищевское               |
| 38  | Игодово          | село                    | ↗617      | Островское               |
| 39  | Инега            | деревня                 | ↗20       | Островское               |
| 40  | Калентьево       | деревня                 | ↘1        | Островское               |
| 41  | Квашнино         | деревня                 | ↗5        | Островское               |
| 42  | Киленки          | деревня                 | ↗15       | Островское               |
| 43  | Клеванцово       | деревня                 | ↗356      | Клеванцовское            |
| 44  | Климово          | деревня                 | ↗169      | Островское               |
| 45  | Козловка         | деревня                 | ↗270      | Клеванцовское            |
| 46  | Козьмодемьян     | село                    | ↗31       | Адищевское               |
| 47  | Костово          | деревня                 | →0        | Адищевское               |
| 48  | Красная Поляна   | посёлок                 | ↗486      | Островское               |
| 49  | Крутец           | деревня                 | ↗52       | Клеванцовское            |
| 50  | Кузьминка        | деревня                 | ↗7        | Островское               |
| 51  | Лебедево         | деревня                 | ↗18       | Островское               |
| 52  | Левково          | деревня                 | ↘3        | Адищевское               |
| 53  | Ливенка          | деревня                 | →7        | Островское               |
| 54  | Лобаново         | деревня                 | ↘12       | Адищевское               |
| 55  | Логиново         | деревня                 | ↗345      | Островское               |
| 56  | Лодыгино         | деревня                 | ↘17       | Адищевское               |
| 57  | Ломки            | деревня                 | ↗391      | Клеванцовское            |
| 58  | Макарово         | деревня                 | ↘0        | Островское               |
| 59  | Максаково        | деревня                 | →0        | Островское               |
| 60  | Максютино        | деревня                 | →0        | Адищевское               |
| 61  | Малое Березово   | деревня                 | ↗152      | Адищевское               |
| 62  | Марково          | деревня                 | →132      | Адищевское               |
| 63  | Машихино         | деревня                 | ↗15       | Клеванцовское            |
| 64  | Медведки         | деревня                 | ↗67       | Островское               |
| 65  | Митрофаново      | деревня                 | →0        | Островское               |
| 66  | Михальцево       | деревня                 | →0        | Островское               |
| 67  | Монастырское     | деревня                 | ↗14       | Адищевское               |
| 68  | Никола-Бережки   | село                    | ↗2        | Адищевское               |
| 69  | Новая            | деревня                 | →0        | Островское               |
| 70  | Новинки          | деревня                 | ↗16       | Клеванцовское            |
| 71  | Новоселки        | деревня                 | ↗130      | Островское               |
| 72  | Новошино         | деревня                 | ↘9        | Островское               |
| 73  | Онопиха          | деревня                 | ↗1        | Островское               |
| 74  | Осипово          | деревня                 | ↗7        | Островское               |
| 75  | Островское       | железнодорожная станция | ↘96       | Островское               |
| 76  | Островское       | посёлок                 | ↘4218     | Островское (центральное) |
| 77  | Панькино         | деревня                 | ↗1        | Клеванцовское            |
| 78  | Парфеньево       | деревня                 | ↘74       | Островское               |
| 79  | Пеньки           | деревня                 | →0        | Клеванцовское            |
| 80  | Пески            | деревня                 | ↗61       | Островское               |
| 81  | Подлужье         | деревня                 | →0        | Адищевское               |
| 82  | Покровское       | село                    | ↗11       | Адищевское               |
| 83  | Полоски          | деревня                 | ↗87       | Клеванцовское            |
| 84  | Починок          | деревня                 | →0        | Островское               |
| 85  | Рыжевка          | деревня                 | →0        | Адищевское               |
| 86  | Рязаново         | село                    | →0        | Островское               |
| 87  | Сальково         | деревня                 | ↗13       | Островское               |
| 88  | Селиваниха       | деревня                 | ↗8        | Островское               |
| 89  | Сергеево         | деревня                 | →0        | Адищевское               |
| 90  | Сокерино         | деревня                 | →0        | Островское               |
| 91  | Сосновец         | деревня                 | →0        | Островское               |
| 92  | Студенец         | деревня                 | ↘3        | Островское               |
| 93  | Тарабыкино       | деревня                 | ↗31       | Островское               |
| 94  | Угольское        | село                    | ↗21       | Адищевское               |
| 95  | Фёдорково        | деревня                 | ↗14       | Островское               |
| 96  | Федулово         | деревня                 | →0        | Островское               |
| 97  | Фомицино         | деревня                 | ↗5        | Адищевское               |
| 98  | Хаустово         | деревня                 | ↘10       | Клеванцовское            |
| 99  | Хомутово         | село                    | ↗245      | Островское               |
| 100 | Худяки           | деревня                 | ↗4        | Адищевское               |
| 101 | Чёрная           | деревня                 | →4        | Островское               |
| 102 | Шегары           | деревня                 | ↘2        | Адищевское               |
| 103 | Ширяево          | село                    | ↘2        | Адищевское               |
| 104 | Шульгино         | деревня                 | →15       | Клеванцовское            |
| 105 | Шумково          | деревня                 | ↘19       | Островское               |
| 106 | Щелыково         | село                    | ↗300      | Адищевское               |
| 107 | Юрьево           | село                    | ↘158      | Островское               |
| 108 | Якуниха          | деревня                 | ↗48       | Островское               |
| 109 | Яшино            | посёлок                 | ↘33       | Клеванцовское            |

Упразднённые населённые пункты
- 2004 год — деревни Жеговатка, Малинки Заборского сельсовета; деревни Селифонтово, Шишкино Игодовского сельсовета; деревни Большое Вихарцево, Колобиха Островского сельсовета; деревни Белый Овраг, Мешково, Юрятино Хомутовского сельсовета; деревню Василёво Юрьевского сельсовета[27].
- 2025 год — деревни Берёзовка, Большое Михирёво, Бродки, Ермово, Задняя, Леонково, Маркуши, Матыкино, Одинчиха, Осиновик, Осипиха, Порныш, Тарасово.

## Транспорт
Через район проходят автодороги 34Р-5 (Р98) Кострома — Верхнеспасское, 34Н-6 (Р101) Островское — Заволжск.
Железная дорога Заволжск — Первушино.

## Достопримечательности
- Деревня Щелыково, бывшая усадьба Александра Островского